# Tamási Gáspár
Tamási Gáspár (Farkaslaka, 1904. augusztus 15. – Székelyudvarhely, 1982. november 12.) erdélyi magyar népi emlékíró, Tamási Áron testvére.

## Életútja, munkássága
Mindössze négy elemi osztályt végzett, földművesként élt, mindvégig szülőfalujában, noha az erdőlésből, erdőkerülésből is jócskán kijutott neki, s átmenetileg volt cukorgyári munkás, szénégető is. Megjárta a második világháborút; a szovjet fogságot a szibériai nyizsnyitagili táborban töltötte, 1945-ben tért haza.
Féja Géza szavaival jellemezve: „immár élemedett korban” fogott neki könyvet írni életéről, családjáról, falujáról, híres íróvá lett bátyjáról – hiteles tárgyszerűséggel, frissességgel. Könyve, a Kányádi Sándor előszavával megjelent Vadon nőtt gyöngyvirág (Bukarest, 1970; második, bővített kiadás Bukarest, 1983) sikerkönyv lett, megkapta érte a Marosvásárhelyi Írók Társasága díját is. Az elismerés és a siker nem változtatott életén: haláláig a farkaslaki szülőházban élt mint a benne létesített Tamási Áron Szülőház gondnoka.